# Brigitte Halbmayr
Brigitte Halbmayr (* 1965 in Sankt Johann in Engstetten, Niederösterreich) ist eine österreichische Soziologin und Politikwissenschaftlerin. Seit Anfang der 1990er-Jahre ist sie am Wiener Institut für Konfliktforschung (IKF) tätig.

## Ausbildung und Berufstätigkeit
Brigitte Halbmayr studierte Soziologie und Politikwissenschaft an der Universität Wien und schloss mit dem Magister ab. An derselben Universität war sie im Wintersemester 1999/2000 als Tutorin am Institut für Zeitgeschichte tätig, sowie als Lektorin im Studienjahr 2005/06 am Institut für Politikwissenschaft und im Wintersemester 2006/07 am Institut für Kultur- und Sozialanthropologie. Lehrtätigkeiten führten sie auch an die Alpen-Adria-Universität Klagenfurt (2014), an die Kirchliche Pädagogische Hochschule Wien/Krems (2012–2015), ans Institut für Rechtswissenschaftliche Grundlagen der Karl-Franzens-Universität Graz (seit WS 2019/20) sowie ans Zentrum für Lehrer_Innenbildung der Universität Wien (WS 2019/20). Zudem absolvierte sie ein Doktoratsstudium am Institut für Politikwissenschaft der Wiener Universität und promovierte 2005 mit einer Arbeit über den Dominanzkultur-Ansatz in Gegenüberstellung zu den Critical Whiteness Studies (CWS) in den USA und im deutschsprachigen Raum.
Seit 1992 ist sie wissenschaftliche Mitarbeiterin am Institut für Konfliktforschung in Wien, wo sie mehrfach mit der Sozialwissenschaftlerin Helga Amesberger zusammenarbeitet und teils zusammen mit ihr publiziert hat.
Halbmayrs Forschungsschwerpunkte sind Rassismus, Rechtsextremismus, Integration, Gender Studies, Nationalsozialismus und Holocaust, sowie Oral History und Biografieforschung.
Im Schwerpunkt Nationalsozialismus und Holocaust forschte Halbmayr insbesondere zu den Konzentrationslagern Ravensbrück und Mauthausen. Im Rahmen des sogenannten Mauthausen Survivors Documentation Projects (MSDP), einem Kooperationsprojekt des LBI Historische Sozialwissenschaft, des Dokumentationsarchivs des österreichischen Widerstands (DÖW) und des IKF, wurden unter Beteiligung von Wissenschaftlerinnen und Wissenschaftlern aus 20 (Sprach-)Regionen in Europa, Israel und den USA in den Jahren 2002/03 mehr als 800 Überlebende des KZs Mauthausen lebensgeschichtlich – in ihrer jeweiligen Umgangssprache – befragt. Den Frauen im „Männerlager“ von Mauthausen ging Halbmayr in einem Folgeprojekt nach. Die 2014 von ihr gemeinsam mit Heribert Bastel herausgegebene Publikation Mauthausen im Unterricht befasst sich mit der Einbeziehung von Gedenkstätten in die schulische Auseinandersetzung mit der nationalsozialistischen Vergangenheit.
Seit Mitte der 1990er Jahre arbeitet Halbmayr zu den Österreicherinnen im Frauenkonzentrationslager Ravensbrück. Ihnen galt die gemeinsam mit Helga Amesberger 2001 verfasste zweibändige Publikation „Vom Leben und Überleben – Wege nach Ravensbrück. Das Frauenkonzentrationslager in der Erinnerung.“ Die Studie „Sexualisierte Gewalt – Weibliche Erfahrungen in NS-Konzentrationslagern“, die Halbmayr mit ihren Kolleginnen Helga Amesberger und Katrin Auer durchgeführt hat, gilt als Standardwerk zu diesem wenig beleuchteten Thema.
Das von Halbmayr gemeinsam mit Amesberger und Kerstin Lercher durchgeführte Forschungsprojekt zur „namentlichen Erfassung von ehemals inhaftierten ÖsterreicherInnen im KZ Ravensbrück“ kam 2009 zum Abschluss. Im Jahr 2015 ging die interaktive Website ravensbrueckerinnen.at online, auf der zahlreiche Informationen zum KZ Ravensbrück und zu den Österreicherinnen im KZ Ravensbrück sowie Materialien wie Videos, Fotos und Lehr- und Lernmittel zu finden sind.
Neben verschiedenen wissenschaftlichen Studien und Fachbüchern veröffentlichte Halbmayr zahlreiche Artikel in Fachzeitschriften und Sammelwerken. Sie setzte sich auch mit der Rolle von österreichischen Männern und Frauen im Widerstand gegen den Nationalsozialismus auseinander, wie in ihrem Fachaufsatz „Das war eine Selbstverständlichkeit, dass wir da geholfen haben.“ Die Fallschirmagenten Albert Huttary und Josef Zettler und ihre UnterstützerInnen – ein Fallbeispiel, der im Jahrbuch 2009 des Dokumentationsarchivs des österreichischen Widerstandes (DÖW) veröffentlicht wurde. Dabei behandelte sie unter anderem die Schicksale der Widerstandskämpfer Hilde Zimmermann, geb. Wundsam, und Othmar Wundsam.
Zudem veröffentlichte Halbmayr mehrere politische Biografien, wie 2012 über den Auschwitz-Überlebenden, -Chronisten und -Aufklärer Hermann Langbein (1912–1995) sowie 2015 über den Gründer und langjährigen Leiter des Dokumentationsarchivs des österreichischen Widerstandes Herbert Steiner (1923–2001). 2019 publizierte sie gemeinsam mit Helga Amesberger und Simon Clemens „Meine Mama war Widerstandskämpferin“. Netzwerke des Widerstands und dessen Bedeutung für die nächste Generation.
In den letzten Jahren forschte Halbmayr gemeinsam mit Kolleginnen eingehend zur Verfolgung von als „asozial“ stigmatisierten Männern und Frauen im Nationalsozialismus. Daraus entstanden mehrere Publikationen sowie eine Wanderausstellung.

## Ehrenamtliches Engagement
Brigitte Halbmayr engagiert sich unter anderem seit 1995 in der Österreichischen Lagergemeinschaft Ravensbrück (ÖLGR) bzw. seit 2005 in der Nachfolgeorganisation Österreichischen Lagergemeinschaft & FreundInnen e. V. (ÖLGRF), deren Obfrau sie von 2005 bis 2013 war. Ab 2008 war sie Mitglied der österreichischen Gesellschaft für politische Aufklärung (GfpA). Von 2009 bis 2021 gehörte Halbmayr dem Wissenschaftlichen Beirat zur Neugestaltung der österreichischen Gedenkstätte im Staatlichen Museum Auschwitz-Birkenau an, ab 2014 war sie Beiratsvorsitzende.

## Auszeichnungen und Ehrungen
Für die Arbeiten zu den österreichischen Frauen im Konzentrationslager Ravensbrück erhielt Brigitte Halbmayr im Jahr 2011 gemeinsam mit Helga Amesberger den Käthe-Leichter-Preis für Frauenforschung, Geschlechterforschung und Gleichstellung in der Arbeitswelt, verliehen von der österreichischen Kammer für Arbeiter und Angestellte als Anerkennungspreis zum Käthe-Leichter-Preis.
Für das bisherige wissenschaftliche Gesamtwerk im Bereich Historische Sozialforschung wurde ihr gemeinsam mit Helga Amesberger der Wissenschaftspreis 2019 der Margaretha Lupac Stiftung des Österreichischen Parlaments verliehen.

## Publikationen (Auswahl)
Autorenschaft
- Brigitte Halbmayr: Brüchiges Schweigen. Tod in Ravensbrück – auf den Spuren von Anna Burger. Mandelbaum-Verlag, Wien 2023, ISBN 978-3-99136-013-1.
- Helga Amesberger, Judith Goetz, Brigitte Halbmayr und Dirk Lange: Kontinuitäten der Stigmatisierung von ,Asozialität‘. Einführende Perspektiven im Kontext gesellschaftskritischer Politischer Bildung, in: dies. (Hg.): Kontinuitäten der Stigmatisierung von 'Asozialität'. Perspektiven gesellschaftskritischer Politischer Bildung. Band 1 der Reihe Citizenship. Studien zur Politischen Bildung. Springer Verlag, Berlin 2021, 1–11.
- Helga Amesberger und Brigitte Halbmayr: Arbeitsmoral und Sexualität im Visier der Behörden. Die NS-Verfolgung von Frauen als ‚Asoziale‘ und die Kontinuitäten der Ausgrenzung, in: Helga Amesberger, Judith Goetz, Brigitte Halbmayr  und Dirk Lange (Hg.): Kontinuitäten der Stigmatisierung von 'Asozialität'. Perspektiven gesellschaftskritischer Politischer Bildung. Band 1 der Reihe Citizenship. Studien zur Politischen Bildung. Springer Verlag, Berlin 2021, 27–43.
- Helga Amesberger und Brigitte Halbmayr: Der lange Weg. Weibliche Häftlinge im KZ-System Mauthausen, in: Alexander Prenninger, Regina Fritz, Gerhard Botz, und Melanie Dejnega (Hg.): Deportiert nach Mauthausen, Band 2 der Reihe: Europa in Mauthausen. Geschichte der Überlebenden eines nationalsozialistischen Konzentrationslagers, hrsg. von Gerhard Botz, Alexander Prenninger und Regina Fritz, böhlau, Wien/Köln/Weimar 2021, 457–489.
- Helga Amesberger, Brigitte Halbmayr und Elke Rajal: Stigma asozial. Geschlechtsspezifische Zuschreibungen, behördliche Routinen und Orte der Verfolgung im Nationalsozialismus. Mandelbaum-Verlag, Wien 2020, ISBN 978-3-85476-886-9.
- Helga Amesberger, Brigitte Halbmayr und Elke Rajal: „Arbeitsscheu und moralisch verkommen“. Verfolgung von Frauen als »Asoziale« im Nationalsozialismus. Mandelbaum-Verlag, Wien 2019.
- Helga Amesberger, Brigitte Halbmayr und Simon Clemens: „Meine Mama war Widerstandskämpferin“ – Netzwerke des Widerstands und dessen Bedeutung für die nächste Generation. Picus-Verlag, Wien 2019, ISBN 978-3-7117-2085-6.
- Brigitte Halbmayr: Herbert Steiner. Auf vielen Wegen, über Grenzen hinweg. Eine politische Biografie. Verlag Bibliothek der Provinz, Weitra 2015, ISBN 978-3-99028-519-0.
- Brigitte Halbmayr: Zeitlebens konsequent. Hermann Langbein 1912–1995. Eine politische Biografie. Braumüller, Wien 2012, ISBN 978-3-99100-065-5 (Rezension von Erich Hackl in Die Presse).
- Brigitte Halbmayr: „Das war eine Selbstverständlichkeit, dass wir da geholfen haben.“ Die Fallschirmagenten Albert Huttary und Josef Zettler und ihre UnterstützerInnen – ein Fallbeispiel. In: Christine Schindler (Red.), Dokumentationsarchiv des österreichischen Widerstandes (Hrsg.): Schwerpunkt: Bewaffneter Widerstand – Widerstand im Militär (= Jahrbuch 2009 des Dokumentationsarchivs des österreichischen Widerstandes). Lit Verlag, Münster/Deutschland 2009, ISBN 978-3-643-50010-6, S. 176–204.
- Helga Amesberger und Brigitte Halbmayr: Das Privileg der Unsichtbarkeit. Rassismus unter dem Blickwinkel von Weißsein und Dominanzkultur (= Studienreihe Konfliktforschung, Band 22). Braumüller, Wien 2008, ISBN 978-3-7003-1673-2.
- Helga Amesberger, Katrin Auer und Brigitte Halbmayr: Sexualisierte Gewalt. Weibliche Erfahrungen in NS-Konzentrationslagern. 3. Auflage, Mandelbaum Verlag, Wien 2007, ISBN 978-3-85476-219-5 (mit einem Essay von Elfriede Jelinek; Rezension auf socialnet.de).
- Helga Amesberger und Brigitte Halbmayr: Vom Leben und Überleben – Wege nach Ravensbrück. Das Frauenkonzentrationslager in der Erinnerung (= Edition Spuren). Mehrbändiges Werk. Promedia Verlag, Wien (Wissenschaftliche Studie):
  - Band 1: Dokumentation und Analyse. Promedia, Wien 2001, ISBN 3-85371-175-8.
  - Band 2: Lebensgeschichten. Promedia, Wien 2001, ISBN 3-85371-176-6.
- Helga Amesberger und Brigitte Halbmayr: Rassismen. Ausgewählte Analysen afrikanisch-amerikanischer Wissenschafterinnen (= Studienreihe Konfliktforschung, Band 12). Braumüller, Wien 1998, ISBN 3-7003-1239-3.
- Helga Amesberger und Brigitte Halbmayr: „Schindlers Liste“. Spielfilme als Instrument politischer Bildung an österreichischen Schulen (= Studienreihe Konfliktforschung, Band 9) Braumüller, Wien 1995, ISBN 3-7003-1107-9.

Herausgeberschaft
- Helga Amesberger, Judith Goetz, Brigitte Halbmayr und Dirk Lange: Kontinuitäten der Stigmatisierung von ‚Asozialität‘. Perspektiven gesellschaftskritischer Politischer Bildung, Band 1 der Reihe Citizenship. Studien zur Politischen Bildung, Springer-Verlag, Berlin 2021, ISBN 978-3-658-32448-3.
- Heribert Bastel und Brigitte Halbmayr: Mauthausen im Unterricht. Ein Gedenkstättenbesuch und seine vielfältigen Herausforderungen (= Schriften der Kirchlichen Pädagogischen Hochschule Wien/Krems, Band 7). Lit Verlag, Münster/Deutschland 2014, ISBN 978-3-643-50437-1.
- Helga Amesberger und Brigitte Halbmayr: Rechtsextreme Parteien – eine mögliche Heimat für Frauen? Leske und Budrich, Opladen/Deutschland 2002, ISBN 3-8100-3366-9 (Aufsatzsammlung, Beiträge teilweise deutsch, teilweise englisch).